# Cybianthus minutiflorus
Cybianthus minutiflorus är en viveväxtart som beskrevs av Carl Christian Mez. Cybianthus minutiflorus ingår i släktet Cybianthus, och familjen viveväxter. Inga underarter finns listade i Catalogue of Life.